# Сава Ћирповац
Сава Ћирповац (Жабаљ, 27. јануар 1913 — Нови Сад, 30. април 1997) је био добровољац из Војводине у Шпанском грађанском рату.

## Биографија
По занимању механичар. До одласка у Шпанију радио у Земуну у фабрици авиона Икарус. Од 1932. учествује у синдикалном покрету. У Шпанију је дошао из Југославије 1. јула 1937. Распоређен у војни завод у Албасете, а касније у 45. дивизију, батаљон Дивизионарио. За члана Комунистичкe партијe Шпаније примљен новембра 1938. По евакуацији Шпанске републиканске армије 1939. у Француску био у логорима Сан Сиприен и Гирс. Од 1943. се придружио француском покрету отпора. По ослобођењу Париза постао делегат југословенске војне мисије у области Нанси.
У Југославију се вратио 1946. године. Живео у Новом Саду где је радио као машинбравар. Касније постављен за директора новосадских предузећа 27. март и Југоалат. Желећи да се врати у Француску у периоду од 1949. до 1952. два пута покушава илегално да напусти земљу, због чега је провео укупно 24 месеца у затвору. Након одслужења затворске казне, враћа се у Југоалат, где ради до одласка у пензију.
Умро 30. априла 1997. у Новом Саду.